# Reserva nacional de Tumbes
La reserva nacional de Tumbes es una área protegida que está ubicada en las provincias de Zarumilla y Tumbes en el departamento de Tumbes en el Perú. Tiene una extensión de 19 266,72 ha. Junto al coto de caza El Angolo y al parque nacional Cerros de Amotape forma la Reserva de Biosfera del Noroeste Amotapes-Manglares, designada en 1977 por la UNESCO.
La Reserva Nacional de Tumbes alberga una diversidad biológica única, 270 especies de aves, 14 de ellas en peligro de extinción. También cuenta con 67 especies de mamíferos, pertenecientes a 55 géneros y 22 familias, de las cuales, los murciélagos son los más diversos (35 especies).
En 1977 la UNESCO reconoce a la Reserva nacional de Tumbes como Zona de Amortiguamiento de la Reserva de Biosfera Noroeste.